# روستای کلمه
کلمه، روستایی است از توابع بخش مرکزی شهرستان کلاردشت در استان مازندران ایران یکی از دیدنی‌ترین نقاط این منطقه که اشراف کاملی به کوه، جنگل، رودخانه و دشت کلاردشت دارد. از نظر جغرافیایی در ضلع شمالی کلاردشت قرار دارد، همین امر موجب شده تا حکومت‌هایی که در این منطقه حکمرانی می‌کردند کلمه را به محل دیدبانی برگزینند. در منطقه‌ای به نام قلعه گردن آثاری از یک قلعه قدیمی وجود دارد، که البته افرادی سودجو این اثر تاریخی را در اوایل انقلاب ویران کرده‌اند. به گفته ساکنین قدیمی ازنظر جغرافیایی این جایگاه سومین نسل از نظر قرارگیری در منطقه می‌باشد. محل قرارگیری روستا ابتدا در منطقه‌ای به نام هلستان بوده سپس در طول زمان به منطقه‌ای از کلمه به نام هًرسی (در اوایل حکومت صفویه) آورده شده‌است و بعدها در محل کنونی واقع شده‌است.
از آثار دیدنی می‌توان به آبشار گردوک، خانه متروکه ارواح ،قلعه گردن، درخت چنار هزارساله و چشمه، جنگلهای دیدنی و بکر و سایر اماکن طبیعی دیگر نام برد.

## جمعیت
این روستا در دهستان کلاردشت شرقی واقع شده‌است و براساس سرشماری مرکز آمار ایران در سال ۱۳۸۵، جمعیت آن ۴۸۵ نفر (۱۱۴خانوار) بوده‌است. مردم کلمه از قومیت طبری هستند. مردم کلمه به زبان طبری و گویش کلارستاقی سخن می‌گویند.